# Zamolčani dokumenti
Zamolčani dokumenti (angleško The Post) je ameriški zgodovinski politični triler iz leta 2017, ki ga je režiral in produciral Steven Spielberg po scenariju Liz Hannah in Josha Singerja. V glavni vlogah nastopata Meryl Streep kot Katharine Graham, prva izdajateljica pomebnejšega ameriškega časopisa, in Tom Hanks kot Ben Bradlee, izvršni urednik The Washington Posta, v stranskih vlogah pa Sarah Paulson, Bob Odenkirk, Tracy Letts, Bradley Whitford, David Cross, Bruce Greenwood, Carrie Coon, Alison Brie in Matthew Rhys. Dogajanje je postavljeno v leto 1971 in prikazuje resnično zgodbo poskusov novinarjev The Washington Posta, da bi objavili Pentagonske papirje, tajne dokumente o 20-letni vključenosti ameriške vlade v Vietnamsko vojno.
Glavno snemanje se je pričelo maja 2017 v New Yorku. Film je bil premierno prikazan v washingtonskem Newseumu 14. decembra 2017, osem dni kasneje pa drugod po ZDA. Izkazal se je za uspešnico z več kot 179 milijoni USD prihodkov ob 50-milijonskem proračunu. Naletel je tudi na dobre ocene kritikov, ki so pohvalili igro Streepove, Hanksa in Odenkirka ter reference in aluzije na predsedovanje Richarda Nixona in Donalda Trumpa. National Board of Review ga je izbral za film leta 2017, Time in Ameriški filmski inštitut pa sta ga uvrstila na seznam desetih najboljših filmov leta. Na 90. podelitvi  je bil nominiran za oskarja za najboljši film in najboljšo igralko (Streep). Nominiran je bil tudi za šest zlatih globusov, za najboljši dramski film, režijo, scenarij, igralca (Hanks) in igralko (Streep) v dramskem filmu ter izvirno glasbeno podlago.

## Vloge
- Meryl Streep kot Katharine Graham
- Tom Hanks kot Ben Bradlee
- Sarah Paulson kot Antoinette »Tony« Pinchot Bradlee
- Bob Odenkirk kot Ben Bagdikian
- Tracy Letts kot Fritz Beebe
- Bradley Whitford kot Arthur Parsons
- Bruce Greenwood kot Robert McNamara
- Matthew Rhys kot Daniel Ellsberg
- Alison Brie kot Lally Graham
- Carrie Coon kot Meg Greenfield
- Jesse Plemons kot Roger Clark
- David Cross kot Howard Simons
- Zach Woods kot Anthony Essaye
- Michael Stuhlbarg kot A. M. Rosenthal
- David Costabile kot Art Buchwald
- Pat Healy kot Philip L. Geyelin
- John Rue kot Gene Patterson
- Rick Holmes kot Murrey Marder
- Philip Casnoff kot Chalmers Roberts
- Jessie Mueller kot Judith Martin
- Stark Sands kot Donald E. Graham
- Michael Cyril Creighton kot Jake
- Brent Langdon kot Paul Ignatius
- Gary Wilmes kot Punch Sulzberger
- Christopher Innvar kot James L. Greenfield
- James Riordan kot Joseph Francis Blouin
- Kelly AuCoin kot Kevin Maroney
- Tom Bair kot William Rehnquist (voice)
- Cotter Smith kot William Macomber
- Jennifer Dundas kot Liz Hylton
- Justin Swain kot Neil Sheehan